# Hermann Dessau

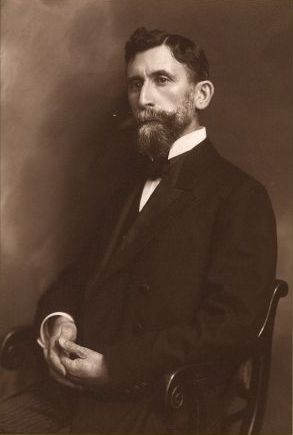
Hermann Dessau

Hermann Dessau (Frankfurt, 6 april 1856 - Berlijn, 12 april 1931) was een Duits oudhistoricus en epigraficus. 

## Biografie
Dessau studeerde aan de Universiteit van Berlijn bij Theodor Mommsen en promoveerde in 1877 aan de Universiteit van Straatsburg. Voor het Corpus Inscriptionum Latinarum (CIL) reisde hij naar Italië en Noord-Afrika. In 1884 werd hij gehabiliteerd als historicus in Berlijn, waar hij vervolgens hoogleraar werd. Van 1900 tot 1922 was hij wetenschappelijk medewerker van de Pruisische Academie van Wetenschappen.

## Werk
Dessau's werk concentreerde zich op Latijnse epigrafie; hij redigeerde verschillende delen voor het Corpus inscriptionum Latinarum. Bovenal is zijn naam verbonden aan een nog steeds belangrijke verzameling van bijna 10.000 Latijnse inscripties, Inscriptiones Latinae selectae (1892-1916), die soms wordt aangehaald als "Dessau" (afgekort "D.").
Daarnaast was Dessau een van de redacteuren van de eerste editie van de Prosopographia Imperii Romani van de Pruisische Academie van Wetenschappen. Zijn essay Über Zeit und Persönlichkeit der Scriptores Historiae Augustae, gepubliceerd in 1889, was zeer belangrijk voor de evaluatie en het onderzoek van de Historia Augusta. 
Dessau schreef meer dan 600 technische artikelen voor Paulys Realencyclopädie der classischen Altertumswissenschaft.
Dessau's driedelige Geschichte der römischen Kaiserzeit  (Geschiedenis van de Romeinse keizertijd), die hij na zijn pensionering (1924-1930) schreef, was gebaseerd op eigen bronnenonderzoek en week daarom in veel afzonderlijke bevindingen af van de traditionele wetenschappelijke opvattingen. Het werk bleef onvoltooid. 